# Ирвингтон (Нью-Джерси)
Ирвингтон (англ.  Irvington) — тауншип в округе Эссекс в штате Нью-Джерси США.

## Описание
Находится в северо-восточной части Нью-Джерси, граничит с Ньюарком на востоке. Основанный в 1666 году как часть земельного гранта от сэра Джорджа Картерета, владельца Нью-Джерси, он был известен как Камптаун до 1852 года, когда он отделился от тауншипа Клинтон и был переименован в честь писателя Вашингтона Ирвинга. Сильно индустриализирован, его производство включает изделия из металла, фармацевтические препараты, ювелирные изделия, косметику и электрооборудование. Инкорпорирован как деревня в 1874 году, город с 1898 года. Население в 2000 году — 60 695 жителей, в  2010 году — 53 926 жителей.

## Население
| 2010   | 2020    |
| ------ | ------- |
| 53 926 | ↗61 176 |